# Bitka pri Little Mountain
Bitka pri Little Mountain ali bitka pri Mali gori, znana tudi kot Estillov poraz, se je odvijala 22. marca 1782, blizu Mount Sterlinga v današnjem okrožju Montgomery, Kentucky. Ena najkrvavejših bitk na meji Kentuckyja je bila dolgo predmet polemik zaradi dejanj enega od častnikov stotnika Jamesa Estilla po imenu Williama Millerja, ki je ukazal umik, zaradi česar je bil preostali del Estillovega poveljstva preplavljen z napadajočimi Wyandoti.

## Ozadje
19. marca 1782 je stotnik James Estill prejel sporočilo od polkovnika Benjamina Logana, ki je prosil za pomoč, potem ko so bili v bližini Boonesborougha, poleg praznih kanujev, ki so plavali po reki Kentucky, opaženi znaki vojne skupine Wyandotov. Estill je zbral približno 40 mož iz bližnjih naselij in začel preiskovati območje. Medtem, ko ga ni bilo, so Wyandoti napadli številna bližnja naselja, vključno z Estillovo postajo, ubili 14-letno Jennie Glass in ujeli Munka Estilla, sužnja, ki je pripadal Jamesu Estillu.
Med zaslišanjem je Munk uspel prepričati Wyandote, da so prekinili napad, saj jih je prepričal, da je Estillova postaja v polni moči. (V resnici so bili v utrdbi, z izjemo enega bolnega moškega, prisotni le ženske in otroci.) Po uboju številnih govedi so Wyandoti pobegnili čez reko. Takoj, ko so se Indijanci umaknili, sta bila Samuel South in Peter Hackett, oba mlada fanta, poslana, da najdeta kapitana Estilla in ga obvestita o napadih. Estilla sta našla blizu ustja Drowning Creeka in reke Red River (Kentucky) zjutraj 21. marca.
Približno polovica od Estillovih 40 mož je imela družine v utrdbi. Istega dne so se vrnili na Estillovo postajo in Estill se je kmalu vrnil z ostalimi. Ukazal je petim možem, naj ostanejo na Estillovi postaji in ostale je vodil v zasledovanje indijanske roparske skupine. Ustanovil je tabor pri Mali gori, blizu današnjega Mt. Sterlinga. Naslednje jutro je nadaljeval zasledovanje, Estill je bil prisiljen pustiti za seboj še 10 mož, katerih konji so bili preveč utrujeni, da bi nadaljevali. Ko je našel sveže sledi, sta Estill in preostalih 25 mož kmalu prehitela Wyandote pri potoku Little Mountain Creek.

## Bitka
V noči na 22. marec 1782 sta Estill in njegova milica naletela na roparsko skupino Wyandotov. Ločena s potokom Little Mountain Creek, sta bila kilometer severno od Male gore. Obe strani sta se skoraj dve uri borili v nasilni, srditi bitki. Vodja Wyandotov, Sourehoowah, naj bi bil ustreljen z prvim strelom in je svoje može pozival, naj se še naprej borijo, medtem ko je ležal umirajoč. Potem, ko sta se nekaj časa streljala čez potok, sta obe strani utrpeli velike izgube. Ko so Wyandoti začeli prečkati potok Little Mountain Creek, je Estill odgovoril tako, da je svoje sile razdelil na tri skupine. Estill je prevzel desni bok, levi je bil dodeljen poročniku Williamu Millerju, medtem ko je zastavnik David Cook držal sredino.
Millerju je bilo ukazano, naj z levega boka obide zadnji del Wyandotov. Ko se je pripravljal, da bo svoje može popeljal v bitko, mu je krogla iz muškete očitno zadela puško in mu iz čeljusti zaklepa izbila kremen. Miller naj bi kričal, da je "norost ostati in biti ustreljen", zato je pobegnil s prizorišča, za njim pa so mu sledili njegovi možje. Ker je bil Estillov levi bok zdaj odprt in potok branjen le s štirimi možmi, so Wyandoti zlahka vdrli, ubili Estilla in šest drugih, medtem ko so se pripadniki milice umikali. Estill je bil že trikrat ranjen. Ko je poskušal pobegniti s svojimi možmi, ga je v boju iz bližine z nožem ubil zasledujoči bojevnik Wyandot. Miličniški vojak Joseph Proctor je bil priča Estillovi smrti in je napadalca ustrelil s svojo puško.
Na vsaki strani je ostala le peščica mož, bitka pa se je končala z umikom Kentuckijcev z bojišča. Ujeti Kentuckijci so kasneje poročali, da so Wyandoti utrpeli približno 20 žrtev. Monk Estill, ki je pobegnil med bitko, je poročal, da je bilo ubitih 17 Wyandotov in dva ranjena. To je potrdil še en ujetnik, ki je kasneje pobegnil. Med 18 Kentuckijci, ki so preživeli bitko pri Little Mountainu, so bili pionir James Anderson, Reuben Proctor, David Lynch, in William Irving. Adam Caperton, oče kongresnika Združenih držav Hugh Capertona, je bil ubit.

## Posledice
William Miller je postal grešni kozel tako za poraz Kentuckijcev kot za smrt stotnika Estilla. Eden od preživelih, David Cook, naj bi mu 20 let po bitki grozil s smrtjo. Miller se nikoli ni vrnil na Estillovo postajo, da bi se branil pred svojimi obtoževalci. Monk Estill si je med bitko prislužil posebno priznanje za pogum, saj je ranjenega milicista, Jamesa Berryja, nosil skoraj 25 mi (40 km) nazaj na Estillovo postajo. Kmalu zatem mu je Wallace Estill podelil svobodo, s čimer je postal prvi osvobojeni suženj v Kentuckyju. Tradicionalno mesto Estillove smrti je označeno z mlinskim kamnom, ki kaže na staro platano ob Hinkston Creek. Leta 1808 je bil Estill County, Kentucky, poimenovan po stotniku Jamesu Estillu.